# Сіра гірська кавказька бджола
Сіра гірська кавказька бджола (Apis mellifera caucasica) — підвид бджоли медоносної. Інші назви: Грузинська, Кавказянка; рос: Серая горная кавказская пчела. Населяє гірські райони Грузії, Вірменії та Азербайджану.

## Опис
Забарвлення тіла бджіл цієї породи світло-сіре з сріблястим відтінком без жовтих смуг на черевці. Вага робочої бджоли від 75 до 90 мг, неплідної матки — 180 мг, плідної — 200 мг.
Даний підвид бджіл проживають у регіоні, де велика кількість альпійських медоносних рослин з глибоко розташованими нектарниками. Характеризується тривалим дощовим періодом весною і посушливим літом, іноді йдуть рясні опади, часті вітри, низька температура вночі; сира і тривала гірська зима. Подібний змінний клімат і сформував сіру гірську кавказьку породу бджіл протягом століть. 
Робочі бджоли мають найдовший серед інших порід бджіл хоботок — до 7,2 мм. Довжина хоботка у робочих особин закономірно збільшується в міру просування зі сходу на захід до найвищих гір. Особливо довгохоботковими (до 7,2 мм) і типові бджоли населяють Мінгрелію в ущелині Хобіс-Цхалі (Західна Грузія) на висоті 1200-1700 м над рівнем моря. Сірі кавказькі бджоли, які населяють Східну Грузію, мають дещо меншу довжину хоботка у робочих особин (6,7-6,9 мм), але вони більш зимостійкі. Довший хоботок дає можливість запилювати вузькотрубчаті квітки червоної конюшини і інших видів подібних рослин. Бджоли цієї породи мають яскраво виражену схильність до відвідування певних видів рослин (флороспеціалізацію), особливо по відношенню до червоної конюшини, відрізняючись в цьому відношенні від італійських бджіл, які не надають перевагу будь-яким певним рослинам. Однак сірі гірські кавказькі бджоли мають здатність відвідувати за один виліт велику кількість рослин різних видів (висока флороміграція). Середня медопродуктивність: 30 кг.
Умовна ширина третього тергіта становить в середньому 4,7 мм.
Бджоли цієї породи виключно наймиролюбніші з-поміж усіх відомих порід медоносних бджіл, при огляді гнізд спокійно працюють на стільниках. Вони не дратуються і не роблять спроб жалити, навіть якщо довгий час стояти проти льотка бджолиної сім'ї. У гарну погоду сім'ї можна оглядати без сітки і диму. Бджоли при цьому не тікають з вийнятих рамок, а продовжують разом з маткою займатися своєю роботою.
Підприємливі у знаходженні нових джерел медозбору, легко переключаються з одного джерела  на інший. Навіть при відносно слабкому медозборі, сірі гірські кавказькі бджоли, збирають значні запаси меду. Цьому певною мірою сприяє характерна поведінка робочих бджіл, що полягає в обмеженні яйцекладки матки і повному перемиканні на збір меду. Тому спочатку заповнюють медом гніздо сильно обмежуючи матку в яйцекладці, що вимагає від бджоляра зусиль, для освоєння ними під час головного медозбору надставок і корпусів.
Сірі гірські кавказькі бджоли сильно прополісують гнізда; восени льотки вуликів в сім'ях цих бджіл, за винятком невеликого отвору, майже цілком запрополісовані.
Порода характеризується темною (мокрою) печаткою меду.
Зимівля в помірних і північних районах проходить не завжди успішно, через слабку зимостійкість сімей і схильності бджіл до захворювання нозематозом. Тому широке поширення цієї цінної породи в помірній зоні обмежена її слабкою зимостійкістю.
Рійливість низька (в ройовий стан приходить близько 3% сімей на пасіці) навіть при слабкому медозборі, для виведення з нього досить зірвати маточники і різко розширити гніздо. Стійкість до захворювань низька, особливо до нозематозу і гнильцевих, чутливі і до наявності паді.
Здатність до довгої зимівлі погана, але при цьому споживання корму взимку найнижче серед усіх порід бджіл, звикла до частих зимових обльотів і не здатна накопичувати великі калові маси в кишечнику, що при довгій зимівлі (понад 2-3 місяців) призводить до опонашівання. При цьому доведено, що найзимостійкішими є чистопородні сірі гірські кавказькі бджоли, помісі поступаються їм в зимостійкості.
Добре захищають гніздо від чужих бджіл, але самі дуже злодійкувата, добре запасаються пергою, прополісом (сильно прополісують гніздо).
Матки цієї породи можуть  відкладати до  1100-1700 яєць на добу. Порода схильна до тихої заміни маток, часто обидві можуть працювати в гнізді деякий час. Добре переносить транспортування, придатна для павільйонного утримання, на присадибних ділянках, на ділянках зі слабким медозбором, де немає стійкого цвітіння сильних медоносів.
Для охорони породної чистоти кавказьких бджіл вся територія Грузії оголошена заповідником — заборонено завезення і вивезення інших порід бджіл.
З огляду на велике значення сірих гірських кавказьких бджіл, для їх розмноження і поліпшення в Грузії створено мережу бджолорозплідників (Чхороцкусскій, Сухумський, Самтредскій, Харагаульський і Кварельський).